# 자연로그의 밑의 원주율 제곱
자연로그의 밑 {\displaystyle e}의 원주율 {\displaystyle \pi } 제곱 {\displaystyle e^{\pi }}은 23과 24 사이의 실수이며, 겔폰트-슈나이더 정리를 사용하여 초월수임을 보일 수 있다.

## 값
{\displaystyle e^{\pi }}의 값은 다음과 같다 (OEIS의 수열 A039661).
{\displaystyle e^{\pi }=23.140692632779\cdots }

## 성질

### 초월성
오일러 항등식에 따라,
{\displaystyle e^{\pi }=(e^{i\pi })^{-i}=(-1)^{-i}}
이다. {\displaystyle -i}가 대수적 수이며, 실수가 아니므로 유리수가 아니다. 겔폰트-슈나이더 정리에 의하여, {\displaystyle e^{\pi }}는 초월수이다.

### 연분수 표현
{\displaystyle e^{\pi }}는 다음과 같은 연분수 전개를 갖는다 (OEIS의 수열 A058287).
{\displaystyle e^{\pi }=23+{\cfrac {1}{7+{\cfrac {1}{9+{\cfrac {1}{3+{\cfrac {1}{1+{\cfrac {1}{1+{\cfrac {1}{591+{\cfrac {1}{2+{\cfrac {1}{9+{\cfrac {1}{1+{\cfrac {1}{2+{\cfrac {1}{34+\ddots }}}}}}}}}}}}}}}}}}}}}}}

### 극한 공식
{\displaystyle e^{\pi }}는 다음과 같은 극한을 통해 빠르게 근사할 수 있다.:137, Algorithm 3.7
{\displaystyle e^{\pi }=\lim _{n\to \infty }(k_{n}/4)^{-1/2^{n-1}}}
여기서
{\displaystyle k_{0}=1/{\sqrt {2}}}
{\displaystyle k_{n+1}={\frac {1-{\sqrt {1-k_{n}^{2}}}}{1+{\sqrt {1-k_{n}^{2}}}}}}

## 같이 보기
- 초월수
- 오일러 항등식
- 겔폰트-슈나이더 상수

## 참고 문헌
1. ↑  Borwein, Jonathan; Bailey, David (2008). 《Mathematics by experiment. Plausible reasoning in the 21st century》 (영어) 2판. Wellesley, Massachusetts: A K Peters. ISBN 978-1-56881-442-1. MR 2473161. Zbl 1163.00002.